# St Catherine’s Island
St Catherine’s Island (walisisch: Ynys Catrin) ist eine kleine Insel in der Nähe der Stadt Tenby in Pembrokeshire in Wales. Die Insel ist bei Ebbe über einen Strand zu Fuß zu erreichen. Auf der Insel wurde 1869 eine Festung errichtet, um Angriffe in Richtung Pembroke Dock zu verhindern.
Die dritte Episode der vierten Staffel der BBC-Serie Sherlock, Das letzte Problem, wurde zu großen Teilen auf der Insel gedreht. In der Folge diente die Festung als Hochsicherheitsgefängnis.